# Mikuláš Peksa
Mikuláš Peksa (ur. 18 czerwca 1986 w Pradze) – czeski polityk i fizyk, wiceprzewodniczący Czeskiej Partii Piratów, członek Izby Poselskiej, deputowany do Parlamentu Europejskiego IX kadencji.

## Życiorys
Ukończył praskie Gymnázium Christiana Dopplera, następnie biofizykę na Uniwersytecie Karola w Pradze. Odbył też studia podyplomowe na Uniwersytecie w Lipsku. Podjął pracę w zawodzie programisty.
Zaangażował się w działalność polityczną w ramach Czeskiej Partii Piratów, do której wstąpił w 2013. Kierował jej biurem spraw zagranicznych, wszedł też w skład kierownictwa Europejskiej Partii Piratów. W 2017 został wybrany na jednego z wiceprzewodniczących swojego ugrupowania. W wyborach parlamentarnych w 2017 Czeska Partia Piratów po raz pierwszy przekroczyła próg wyborczy. Mikuláš Peksa uzyskał wówczas mandat deputowanego w kraju usteckim.
W 2019 został wybrany do Europarlamentu IX kadencji. W tym samym roku objął funkcję przewodniczącego Europejskiej Partii Piratów.